# Organización estadística de España
En España, las competencias estadísticas están distribuidas entre la Administración General del Estado, que es la administración pública de ámbito nacional que encabeza el Gobierno de España, otros organismos de ámbito estatal fuera del poder ejecutivo y las administraciones de las comunidades autónomas, que son diecisiete. Por ello, el Sistema Estadístico Nacional español no es una organización o sistema único, puesto que existe uno estatal y otro por cada comunidad autónoma. Además, a esto habría que añadir las entidades locales, que también hacen estadísticas locales y colaboran en las del resto.
Este artículo se centrará principalmente en el Sistema Estadístico de la Administración General del Estado, sin perjuicio de una breve referencia a los principales organismos autonómicos responsables de la estadística en su ámbito territorial.

## Marco legal
El Estado tiene competencia exclusiva, de acuerdo al artículo 149.1.31.ª Constitución, sobre «la estadística para fines estatales». Por lo tanto, y aunque no lo menciona, las estadísticas para otros fines puede ser asumida por las comunidades autónomas y así se hace actualmente.
Además de la Constitución, las Cortes Generales aprobaron la Ley 12/1989, de 9 de mayo, de la Función Estadística Pública (LFEP). La Ley regula la planificación y elaboración de estadísticas para fines estatales desarrolladas por la Administración General del Estado y las entidades de ella dependientes; la organización de sus servicios estadísticos y sus relaciones en materia estadística con las Comunidades Autónomas y las Corporaciones Locales, así como con la Comunidad Europea y Organismos internacionales.

## Principios
De acuerdo a la LFEP, la estadística en España se rige por cuatro principios básicos (art. 4):
1. Secreto. Serán objeto de protección y quedarán amparados por el secreto estadístico los datos personales que obtengan los servicios estadísticos tanto directamente de los informantes como a través de fuentes administrativas. El secreto estadístico obliga a los servicios estadísticos a no difundir en ningún caso los datos personales cualquiera que sea su origen.
2. Transparencia. Los sujetos que suministren datos tienen derecho a obtener plena información, y los servicios estadísticos obligación de proporcionarla, sobre la protección que se dispensa a los datos obtenidos y la finalidad con la que se recaban.
3. Especialidad. Los datos recogidos para la elaboración de estadísticas deben destinarse a los fines que justificaron la obtención de los mismos.
4. Proporcionalidad. Tiene que existir una relación entre la cuantía de la información que se solicita y los resultados que de su tratamiento se pretende obtener.

## Plan Estadístico Nacional
El Plan Estadístico Nacional (PEN) es el principal instrumento ordenador de la actividad estadística de la Administración del Estado. Es aprobado por Real Decreto del Consejo de Ministros y tendrá una vigencia de cuatro años. El PEN debe contener, al menos, las siguientes especificaciones:
- Las estadísticas que han de elaborarse en el cuatrienio por los servicios de la Administración del Estado o cualesquiera otras entidades dependientes de la misma y las que hayan de llevarse a término total o parcialmente con participación de las Comunidades Autónomas y las Corporaciones Locales en virtud de acuerdos de cooperación con los servicios estadísticos estatales o, en su caso, en ejecución de lo previsto en las leyes.
- Los aspectos esenciales que se recogen en el artículo 7.2 para cada una de las estadísticas que figuren en el Plan (organismos que deben intervenir en su elaboración, enunciado de sus fines y la descripción general de su contenido, colectivo de personas y el ámbito territorial de referencia y estimación de los créditos presupuestarios necesarios para su financiación).
- El programa de inversiones a realizar cada cuatrienio para mejorar y renovar los medios de todo tipo precisos para el desarrollo de la función estadística.
- El Gobierno elaborará un programa anual, que será aprobado por Real Decreto, conteniendo las actuaciones que hayan de desarrollarse en ejecución del Plan Estadístico Nacional y las previsiones que, a tal efecto, hayan de incorporarse a los Presupuestos Generales del Estado.

Siempre que haya presupuesto y se incluyan los aspectos esenciales mencionados del artículo 7.2, el Gobierno de la Nación podrá aprobar por razones de urgencia y mediante real decreto la realización de estadísticas no incluidas en el PEN.

## Servicios estadísticos del Estado
De acuerdo a la Ley de la Función Estadística Pública de 1989, los servicios estadísticos del Estado se componen del Instituto Nacional de Estadística (INE), el Consejo Superior de Estadística y las unidades de los diferentes departamentos ministeriales y de cualesquiera otras entidades públicas dependientes de la misma a las que se haya encomendado aquella función. Todos los órganos u organismos recogidos en la siguiente tabla poseen algún tipo de función estadística, esté o no establecida expresamente.
| Órgano u organismo estadístico | Ministerio/Órgano superior                                                    | Descripción | Ref.                 |
| --- | ----------------------------------------------------------------------------- | --- | -------------------- |
| Instituto Nacional de Estadística | Ministerio de Asuntos Económicos y Transformación Digital                     | El INE es el principal organismo estadístico del Estado. Con una historia que se remonta a 1856, es el máximo coordinador de los servicios estadísticos de la Administración General del Estado y se encarga de la vigilancia, control y supervisión de las competencias de carácter técnico de los servicios estadísticos estatales. Asimismo, entre otras funciones, se encarga de formular el anteproyecto del Plan Estadístico Nacional y de los reales decretos anuales y de urgencia relativos al desarrollo de dicho Plan. | [ 2 ] [ 3 ]          |
| Secretaría General Técnica | Ministerio de Asuntos Económicos y Transformación Digital                     | Coordina las estadísticas del Departamento y la representación en los órganos interministeriales de dicho ámbito. | [ 2 ] [ 3 ]          |
| Dirección General de Análisis Macroeconómico (Subdirección General de Previsiones Económicas) | Ministerio de Asuntos Económicos y Transformación Digital                     | La elaboración de las operaciones estadísticas asignadas por el Plan Estadístico Nacional a la Secretaría de Estado de Economía y Apoyo a la Empresa, así como la interlocución con el INE en el desarrollo de dicho Plan y en la propuesta de nuevas operaciones o mejora de las existentes. | [ 2 ] [ 3 ]          |
| Dirección General de Políticas de Desarrollo Sostenible (Subdirección General de Planificación y de Coherencia de Políticas) | Ministerio de Asuntos Exteriores, Unión Europea y Cooperación                 | Mide con carácter anual toda la ayuda oficial al desarrollo de España, es decir la ayuda que las Administraciones públicas dedican a objetivos de ayuda al desarrollo en países catalogados por la OCDE como receptores de ayuda oficial en función de su nivel de desarrollo. | [ 4 ]                |
| Dirección General para el Servicio Público de Justicia (Subdirección General para la Innovación y Calidad de la Oficina Judicial y Fiscal) | Ministerio de Justicia                                                        | Centraliza y consolida la información estadística que recibe el Ministerio de Justicia a través de los Secretarios de Gobierno y los Letrados de la Administración de Justicia, participa en la elaboración del Plan Estadístico Nacional en materia judicial, así como en el tratamiento y seguimiento de las estadísticas relacionadas con la Administración de Justicia y presta apoyo a la Comisión Nacional de Estadística Judicial. | [ 5 ]                |
| Secretaría General Técnica (Vicesecretaría General Técnica) | Ministerio de Defensa                                                         | Realiza estadísticas militares. | [ 6 ]                |
| Servicio de Estadística | Ministerio de Defensa                                                         | Asesora al Ministerio de Defensa en materia estadística; lleva a cabo la planificación, y en su caso la ejecución y supervisión de las estadísticas y encuestas periódicas de interés para el Ministerio de Defensa; adquiere, trata y custodia los datos que sean necesarios para la elaboración de las estadísticas planificadas, así como editarlas y controlar su distribución; lleva a cabo las investigaciones, trabajos e informes estadísticos que le sean encomendados por las Autoridades correspondientes; colabora con el INE y organismos estadísticos oficiales, en los campos que afecten al Ministerio de Defensa; da cumplimiento a las obligaciones del Estado, en materia de estadística relacionada con el Ministerio de Defensa, que se contraigan o se hayan contraído con otros Estados u Organismos internacionales; propone los perfiles profesionales que se requieren para ocupar los distintos puestos de trabajo en la estructura del servicio; constituye y mantiene actualizado un fondo documental y bibliográfico especializado. | [ 7 ]                |
| Secretaría General Técnica (Subdirección General de Coordinación de la Información Económico-Financiera) | Ministerio de Hacienda y Función Pública                                      | Lleva a cabo la coordinación departamental en materia estadística con el INE, con otros departamentos ministeriales, especialmente en lo relativo al desarrollo del Plan Estadístico nacional y de los programas anuales que lo desarrolla en el ámbito del departamento. | [ 8 ]                |
| Inspección General de Hacienda (Inspecciones de los Servicios y Subdirección General de Estadística de Servicios) | Ministerio de Hacienda y Función Pública                                      | Es responsable de la inspección de los servicios prevista en la Ley 22/2009, de 18 de diciembre, por la que se regula el sistema de financiación de las comunidades autónomas de régimen común y ciudades con Estatuto de Autonomía, así como la coordinación de la alta inspección referente a la aplicación de los sistemas fiscales concertados o convenidos. Esta función incluirá la del mantenimiento de las estadísticas sobre la gestión y recaudación de los tributos cedidos, derivados de la actividad anterior, así como la elaboración de los estudios o indicadores que le sean encomendados por los órganos competentes. Igualmente, se encarga del desarrollo de sistemas de información e indicadores para la evaluación permanente de la eficacia y la eficiencia de los servicios del ministerio; y de la obtención, elaboración, análisis y explotación de la información en materia de gestión y actuación de los servicios que resulte precisa para el ejercicio de las funciones que le corresponden. | [ 8 ]                |
| Intervención General de la Administración del Estado (Oficina Nacional de Contabilidad) | Ministerio de Hacienda y Función Pública                                      | Posee funciones estadísticas relativa al ámbito de la contabilidad. | [ 8 ]                |
| Secretaría General de Financiación Autonómica y Local (Subdirección General de Estudios Financieros Autonómicos y Subdirección General de Estudios Financieros de Entidades Locales) | Ministerio de Hacienda y Función Pública                                      | Elabora estudios sobre la aplicación del sistema de financiación de comunidades autónomas y los aspectos económicos y financieros de las comunidades autónomas así como estudios, informes y propuestas de normas y medidas sobre el sistema y los mecanismos de financiación local y el régimen presupuestario y financiero de las entidades locales, así como la evacuación de consultas en relación con dicho régimen; la elaboración de informes, previsiones y estadísticas, incluyendo el tratamiento de los datos económico-financieros y tributarios de las entidades locales, y la definición de los contenidos de las publicaciones relacionadas con aquella información que se llevará a cabo por la Secretaría General Técnica. | [ 8 ]                |
| Dirección General de Estabilidad Presupuestaria y Gestión Financiera Territorial (Subdirección General de Análisis Presupuestario y Estadística de las Comunidades Autónomas) | Ministerio de Hacienda y Función Pública                                      | Responsable de la coordinación y gestión de la información económico-financiera y de los gastos de personal de las comunidades autónomas, así como el análisis, seguimiento y elaboración de informes, estadísticas, previsiones y definición del contenido de las publicaciones relativas a los aspectos contables, presupuestarios y organizativos de la gestión económico-financiera de las comunidades autónomas que se llevará a cabo por la Secretaría General Técnica. | [ 8 ]                |
| Dirección General del Catastro (Subdirección General de Tecnología y Despliegue Digital) | Ministerio de Hacienda y Función Pública                                      | Encargada de la elaboración y el análisis de la información estadística contenida en las bases de datos catastrales y la relativa a la tributación de los bienes inmuebles. | [ 8 ]                |
| Dirección General de la Función Pública (Subdirección General del Registro Central de Personal) | Ministerio de Hacienda y Función Pública                                      | Gestiona el Registro Central de Personal. | [ 8 ]                |
| Agencia Tributaria (Departamento de Gestión Tributaria, Departamento de Aduanas e Impuestos Especiales y Servicio de Estudios Tributarios y Estadísticas) | Ministerio de Hacienda y Función Pública                                      | A través de diferentes órganos, la AEAT se encarga de elaborar informes y estadísticas sobre las actuaciones de los órganos de gestión tributaria y la formulación de previsiones; elabora estadísticas del comercio exterior y elabora estudios y estadísticas en el ámbito general de actuación de la Agencia. | [ 8 ]                |
| Instituto de Estudios Fiscales (Dirección de Estudios) | Ministerio de Hacienda y Función Pública                                      | Lleva a cabo investigaciones, estudios y asesoramiento económico y jurídico en las materias relativas a los ingresos y gastos públicos y su incidencia sobre el sistema económico y social, así como el análisis y explotación de las estadísticas tributarias. | [ 8 ]                |
| Secretaría General Técnica (Subdirección General de Asociaciones, Archivos y Documentación) | Ministerio del Interior                                                       | Responsable de la coordinación de la actividad estadística de los órganos del Departamento y de éste con el INE, en particular, participando en sus órganos colegiados y colaborando en la formulación del Plan Estadístico Nacional. | [ 9 ]                |
| Dirección General de Tráfico (Observatorio Nacional de Seguridad Vial) | Ministerio del Interior                                                       | La planificación, elaboración y divulgación de las estadísticas, indicadores y datos sobre accidentes de tráfico y otras materias incluidas en el ámbito de las competencias del organismo, en coordinación con las demás unidades. La coordinación con otros órganos con competencias en materia estadística. El desarrollo y gestión del Registro Nacional de Víctimas de Accidentes de Tráfico, velando por la incorporación de todas las fuentes de información relacionadas con las características de los accidentes y sus consecuencias | [ 9 ]                |
| Dirección General de Protección Civil y Emergencias (Subdirección General de Prevención, Planificación y Emergencias) | Ministerio del Interior                                                       | Elaborar y divulgar periódicamente estadísticas y datos sobre emergencias en el ámbito de las competencias del Departamento. | [ 9 ]                |
| Dirección General de Coordinación y Estudios | Ministerio del Interior                                                       | Desarrollar, implantar y gestionar la Estadística Nacional de Criminalidad, integrando todos los datos procedentes de las Fuerzas y Cuerpos de Seguridad del Estado, las policías autonómicas y las policías locales. Elaborar periódicamente informes estadísticos sobre la situación y evolución de la criminalidad. | [ 9 ]                |
| Centro de Inteligencia contra el Terrorismo y el Crimen Organizado | Ministerio del Interior                                                       | Elaborar, en coordinación con la Dirección General de Coordinación y Estudios, las informaciones estadísticas no clasificadas relacionadas con estas materias, en especial la estadística oficial sobre drogas, crimen organizado, trata y explotación de seres humanos. | [ 9 ]                |
| Dirección General de Programación Económica y Presupuestos (Subdirección General de Estudios Económicos y Estadísticas) | Ministerio de Transportes, Movilidad y Agenda Urbana                          | La programación y elaboración de las estadísticas generales que describan la actividad del Departamento, así como la coordinación y, en su caso, elaboración de las operaciones estadísticas que le sean asignadas al Departamento en el Plan Estadístico Nacional. | [ 10 ]               |
| Dirección General de Carreteras (Subdirección General de Conservación) | Ministerio de Transportes, Movilidad y Agenda Urbana                          | El inventario, análisis, seguimiento estadístico y elaboración de informes y estudios de accidentalidad. El establecimiento de las directrices para llevar a cabo los procedimientos recogidos en el Real Decreto 345/2011, de 11 de marzo, sobre gestión de la seguridad de las infraestructuras viarias en la Red de Carreteras del Estado, o procedimientos similares que la legislación comunitaria establezca, en el ámbito de las competencias del Departamento, sin perjuicio de las competencias del Ministerio del Interior. La coordinación de los programas de formación de los auditores de seguridad viaria. | [ 10 ]               |
| Dirección General de Vivienda y Suelo (Subdirección General de Política y Ayudas a la Vivienda y Subdirección General de Suelo, Información y Evaluación) | Ministerio de Transportes, Movilidad y Agenda Urbana                          | Responsable de la elaboración de estudios e informes en relación con el subsector de la vivienda. El desarrollo, seguimiento y evaluación del sistema de datos e indicadores de la Agenda Urbana Española y su alineación con la Agenda 2030, así como el asesoramiento, análisis, valoración e integración de los planes de implementación en esta materia por parte de las administraciones públicas territoriales. El diseño, el mantenimiento y la actualización del sistema de información urbana a que se refiere la disposición adicional primera del Real Decreto Legislativo 7/2015, de 30 de octubre, por el que se aprueba el texto refundido de la Ley de Suelo y Rehabilitación Urbana, para la recogida y tratamiento de datos estadísticos sobre urbanismo y suelo, en coordinación con las demás administraciones competentes en la materia, todo ello sin perjuicio de las competencias de la Subsecretaría del Departamento en materia de Tecnologías de la Información. | [ 10 ]               |
| Agencia Estatal de Seguridad Ferroviaria | Ministerio de Transportes, Movilidad y Agenda Urbana                          | Realizar el seguimiento de los objetivos y los niveles de seguridad a través de los indicadores y estadísticas de accidentalidad, así como elaborar informes en materia de seguridad del transporte ferroviario. Organizar y gestionar el Registro Especial Ferroviario, así como supervisar la debida inscripción del personal ferroviario y de la matriculación del material rodante y de los inventarios, estadísticas y bases de datos relacionados con la seguridad del transporte ferroviario, incluidos los inventarios de infraestructuras. | [ 10 ]               |
| Puertos del Estado | Ministerio de Transportes, Movilidad y Agenda Urbana                          | Elabora estadísticas de tráfico y de otras materias de interés para el sistema portuario. | [ 10 ]               |
| Secretaría General Técnica (Subdirección General de Estadística y Estudios) | Ministerio de Educación y Formación Profesional                               | La planificación, impulso y coordinación de las estadísticas del Departamento, así como la formulación del Plan Estadístico Nacional y de los programas anuales que lo desarrollan en el ámbito del Departamento; el ejercicio de aquellas funciones que como servicio estadístico departamental le asigne la LFEP; la elaboración de las estadísticas educativas no universitarias, y de formación profesional para el empleo y, en su caso, de cualquier otra que resulte de interés para el Departamento, así como el cálculo de los indicadores estadísticos para informes y estudios departamentales que procedan. Asimismo, le corresponde el impulso del aprovechamiento estadístico de los registros administrativos. A tal efecto, recibirá la información necesaria de los proyectos de implantación o revisión de las aplicaciones en que residan los sistemas de información de las actividades propias del Departamento que puedan tener utilidad estadística. La promoción, elaboración y difusión de las investigaciones, encuestas y estudios de interés para el Departamento. La coordinación institucional y las relaciones en materia estadística y de aprovechamiento estadístico de ficheros administrativos externos, con el Instituto Nacional de Estadística, con otros Departamentos ministeriales, con otras Administraciones Públicas y con los organismos internacionales. | [ 11 ]               |
| Dirección General de Evaluación y Cooperación Territorial (Instituto Nacional de Evaluación Educativa) | Ministerio de Educación y Formación Profesional                               | La coordinación de la participación del Estado español en las evaluaciones internacionales y la participación en la elaboración de los indicadores internacionales de la educación no universitaria, sin perjuicio de las competencias de la Subsecretaría en materia estadística. La elaboración del Sistema Estatal de Indicadores de la Educación, en colaboración con la Secretaría General de Formación Profesional en las enseñanzas atribuidas a ella, y la realización de investigaciones y estudios de evaluación del sistema educativo, así como la difusión de la información y el conocimiento que ofrezcan ambas actuaciones y las evaluaciones nacionales e internacionales. | [ 11 ]               |
| Secretaría de Estado de Empleo y Economía Social (Subdirección General de Estadística y Análisis Sociolaboral) | Ministerio de Trabajo y Economía Social                                       | Coordina la actividad estadística del Departamento y realiza estadísticas en dicho ámbito. | [ 12 ]               |
| Dirección General del Trabajo Autónomo, de la Economía Social y de la Responsabilidad Social de las Empresas (Subdirección General de Trabajo Autónomo) | Ministerio de Trabajo y Economía Social                                       | Realización de estudios, estadísticas, informes y trabajos de investigación, así como la coordinación de los sistemas de información y estadísticos que puedan encomendarse y, en particular, los que tengan incidencia en las materias de su competencia, sin perjuicio de las competencias de la Secretaría General Técnica. | [ 12 ]               |
| Servicio Público de Empleo Estatal (SEPE, Subdirección General de Estadística e Información y Subdirección General TIC) | Ministerio de Trabajo y Economía Social                                       | Mantiene las bases de datos que garanticen el registro público de ofertas, demandas y contratos, mantener el observatorio de las ocupaciones y elaborar estadísticas en materia de empleo y desempleo con fines estatales; elabora y difunde estadísticas e informes estandarizados en materia de mercado laboral, políticas de empleo y para la realización del seguimiento y las evaluaciones de los Planes de Ejecución de la Estrategia Europea de Empleo y de Programa Anual de Trabajo del Sistema Nacional de Empleo, así como atender los requerimientos de información demandados por las Administraciones Públicas y organismos internacionales en relación con el Sistema Nacional de Empleo; planifica, desarrolla y mantiene los sistemas de análisis de la información que faciliten los estudios y análisis del mercado laboral, así como la elaboración de estadísticas; mantiene la base de datos estatal del sistema de información de los servicios públicos de empleo que garantice el registro público de ofertas, demandas y contratos, el observatorio de las ocupaciones y las estadísticas en materia de empleo a nivel estatal. | [ 12 ]               |
| Instituto Nacional de Seguridad y Salud en el Trabajo | Ministerio de Trabajo y Economía Social                                       | Responsable de conocer, tratar y elaborar las informaciones y datos estadísticos sobre la siniestralidad laboral, procediendo a la confección estudio y valoración de las estadísticas en el ámbito nacional. | [ 12 ]               |
| Secretaría General Técnica (Subdirección General de Estudios, Análisis y Planes de Actuación) | Ministerio de Industria, Comercio y Turismo                                   | En colaboración con el INE, asume la planificación, coordinación e impulso de las estadísticas del Departamento, así como la formulación del Plan Estadístico Nacional y de los programas que lo desarrollan en el ámbito del departamento; la elaboración de aquellas estadísticas que el Plan Estadístico Nacional determine que son competencia de esta Secretaría General Técnica; el seguimiento y análisis de las estadísticas elaboradas por otras Administraciones y organismos, públicos o privados, nacionales o internacionales en todos los sectores competencia del Departamento y en aquellos otros que se consideren de interés para el mismo. | [ 13 ]               |
| Oficina Española de Patentes y Marcas (Departamento de Signos Distintivos) | Ministerio de Industria, Comercio y Turismo                                   | Emite informes y elabora estadísticas sobre el funcionamiento, actividades y rendimiento de los deferentes servicios de la OEPM. | [ 13 ]               |
| Secretaría de Estado de Comercio (Subdirección General de Estudios y Evaluación de Instrumentos de Política Comercial) | Ministerio de Industria, Comercio y Turismo                                   | La elaboración y difusión de la encuesta de coyuntura de exportación y el análisis de la competitividad del sector exterior. El desarrollo de las estadísticas relativas al sector de la distribución comercial minorista | [ 13 ]               |
| Dirección General de Comercio Internacional e Inversiones (Subdirección General de Inversiones Exteriores) | Ministerio de Industria, Comercio y Turismo                                   | Responsable del registro estadístico de los flujos y stocks de inversiones extranjeras en España e inversiones españolas en el exterior. | [ 13 ]               |
| Dirección General de Industria y PYMES (Subdirección General de Apoyo a la Pyme) | Ministerio de Industria, Comercio y Turismo                                   | Realiza estudios, estadísticas, bases de datos, informes y análisis de la industria de ámbito sectorial, regional y agregado y para el seguimiento y evaluación de las políticas realizadas por la Dirección General en materia de Pymes. | [ 13 ]               |
| Instituto de Turismo de España | Ministerio de Industria, Comercio y Turismo                                   | La investigación de factores que inciden sobre el turismo, así como la elaboración, recopilación y valoración de estadísticas, información y datos relativos al turismo y la creación y difusión del conocimiento y la inteligencia turística y la coordinación de la información sobre el sector turístico. | [ 13 ]               |
| Subsecretaría de Agricultura, Pesca y Alimentación (Subdirección General de Análisis, Coordinación y Estadística) | Ministerio de Agricultura, Pesca y Alimentación                               | La realización y coordinación, en su caso, de las operaciones estadísticas de los planes sectoriales y las que le sean asignadas al Departamento en el Plan Estadístico Nacional. La elaboración y el análisis de la información estadística contenida en las bases de datos departamentales. La programación y elaboración de las estadísticas generales que describan la actividad del Departamento, así como la coordinación de sus fuentes estadísticas. | [ 14 ]               |
| Dirección General de Ordenación Pesquera y Acuicultura (Subdirección General de Sostenibilidad Económica y Asuntos Sociales y Subdirección General de Vigilancia Pesquera y Lucha contra la Pesca Ilegal) | Ministerio de Agricultura, Pesca y Alimentación                               | La elaboración y recopilación de datos económicos del sector pesquero, sin menoscabo de las competencias del Servicio de Estadística del Ministerio de Agricultura, Pesca y Alimentación, así como la armonización de datos de carácter económico. La recopilación, tratamiento y verificación de la información sobre las actividades incluidas en el ámbito de la Política Pesquera Común. | [ 14 ]               |
| Centro de Investigaciones Sociológicas (CIS y Departamento de Investigación) | Ministerio de la Presidencia, Relaciones con las Cortes y Memoria Democrática | Se encarga de estudios relativos al conocimiento científico de la sociedad española. | [ 15 ]               |
| Dirección General de Memoria Democrática (Subdirección General de Ayuda a las Víctimas de la Guerra Civil y de la Dictadura y División de Coordinación Administrativa y Relaciones Institucionales) | Ministerio de la Presidencia, Relaciones con las Cortes y Memoria Democrática | Confección de un censo nacional de víctimas de la guerra civil y de la dictadura, de carácter público. Promover la elaboración y actualización de un censo de edificaciones y obras realizadas por miembros de los Batallones Disciplinarios de Soldados Trabajadores, así como por prisioneros de campos de concentración, Batallones de Trabajadores y prisioneros en Colonias Penitenciarias Militarizadas. | [ 15 ]               |
| Secretaría General Técnica (Subdirección General de Recursos, Publicaciones y Documentación) | Ministerio de Política Territorial                                            | La realización de estudios y compilaciones normativas, así como la elaboración de la propuesta del programa editorial del Departamento y, en su caso, la edición y la distribución o difusión de sus publicaciones, así como la dirección, organización y gestión de bibliotecas, archivos y servicios de documentación y estadísticas del Departamento. | [ 16 ]               |
| Subsecretaría para la Transición Ecológica | Ministerio para la Transición Ecológica y el Reto Demográfico                 | La realización y coordinación, en su caso, de las operaciones estadísticas de los planes sectoriales y las que le sean asignadas al Departamento en el Plan Estadístico Nacional. | [ 17 ]               |
| Secretaría de Estado de Energía (Subdirección General de Prospectiva, Estrategia y Normativa en Materia de Energía) | Ministerio para la Transición Ecológica y el Reto Demográfico                 | La elaboración de propuestas relativas a planificación en materia de energía, así como la elaboración, coordinación y análisis de estudios y estadísticas de energía, en coordinación con la Subsecretaría. La recepción, seguimiento y elaboración de la información sobre los sectores energéticos, así como de los parámetros que afectan a estos sectores, el estudio, seguimiento y análisis económico y financiero de los mercados energéticos, así como la comparación con los mercados de otros países y el seguimiento de las metodologías de prospectiva energética. La realización de proyecciones de demanda de productos energéticos, el análisis de series de consumo y precios energéticos por sectores y productos energéticos, así como el seguimiento de los indicadores coyunturales y sectoriales energéticos. | [ 17 ]               |
| Dirección General de Política Energética y Minas (Subdirección General de Minas) | Ministerio para la Transición Ecológica y el Reto Demográfico                 | La elaboración de propuestas relativas a planificación en materia de seguridad minera, así como la elaboración, coordinación y análisis de estudios y estadísticas mineras, en coordinación con la Dirección General de Servicios de este Departamento | [ 17 ]               |
| Dirección General del Agua (Subdirección General de Planificación Hidrológica) | Ministerio para la Transición Ecológica y el Reto Demográfico                 | Coordina de la información sobre los datos y las previsiones hidrológicas y de calidad del agua y, en general, de aquella que permita un mejor conocimiento de los recursos y del dominio público hidráulico. | [ 17 ]               |
| Dirección General de Calidad y Evaluación Ambiental (Subdirección General de Aire Limpio y Sostenibilidad Industrial) | Ministerio para la Transición Ecológica y el Reto Demográfico                 | El ejercicio del papel de autoridad competente del Sistema Español de Inventario y Proyecciones de Emisiones a la Atmósfera (SEI) de gases de efecto invernadero y contaminantes atmosféricos, sin perjuicio de las funciones técnicas de carácter estadístico que corresponden a la Subsecretaría. | [ 17 ]               |
| Dirección General de Biodiversidad, Bosques y Desertificación (Subdirección General de Biodiversidad Terrestre y Marina y Subdirección General de Política Forestal y Lucha contra la Desertificación) | Ministerio para la Transición Ecológica y el Reto Demográfico                 | La elaboración del Inventario Español del Patrimonio Natural y de la Biodiversidad, así como la elaboración y actualización del Inventario Español de Hábitats y Especies Marinas; la contabilidad del patrimonio natural en coordinación con el INE; el desarrollo de la Red EIONET-Naturaleza y la función de centro nacional de referencia de la Agencia Europea de Medio Ambiente en estas materias. La recopilación, digitalización, elaboración y sistematización de la información forestal para mantener y actualizar la información forestal española en las materias competencia de la Dirección General y su integración en el Inventario Español de Patrimonio Natural y de la Biodiversidad. | [ 17 ]               |
| Dirección General de Políticas contra la Despoblación (Subdirección General de Análisis, Planificación y Coordinación) | Ministerio para la Transición Ecológica y el Reto Demográfico                 | La realización de estudios e informes en materia de despoblación, envejecimiento, población flotante, impacto demográfico de las políticas públicas, igualdad de oportunidades, apoyo a la mujer en el entorno rural, fortalecimiento del tejido socioeconómico y del emprendimiento en las zonas afectadas por la despoblación, mejora de los servicios públicos, tecnologías verdes, innovación o digitalización. | [ 17 ]               |
| Agencia Estatal de Meteorología | Ministerio para la Transición Ecológica y el Reto Demográfico                 | La elaboración, el suministro y la difusión de las informaciones meteorológicas y predicciones de interés general para los ciudadanos en todo el ámbito nacional, y la emisión de avisos y predicciones de fenómenos meteorológicos que puedan afectar a la seguridad de las personas y a los bienes materiales. | [ 17 ]               |
| Secretaría General Técnica (División de Estadística y Estudios) | Ministerio de Cultura y Deporte                                               | La planificación, impulso, coordinación y, en su caso, elaboración de las estadísticas en el ámbito competencial del Departamento; la formulación del Plan Estadístico Nacional y de los programas anuales que lo desarrollan en el ámbito del Departamento y la coordinación institucional y las relaciones en materia estadística con el INE, con otros departamentos ministeriales, con otras administraciones públicas y con los organismos internacionales. Asimismo le corresponde la promoción, elaboración y difusión de las estadísticas y estudios que se consideren de interés para el Departamento y el impulso del aprovechamiento estadístico de los registros administrativos. | [ 18 ]               |
| Instituto de la Cinematografía y de las Artes Audiovisuales | Ministerio de Cultura y Deporte                                               | Elabora censos y estadísticas sobre la actividad de los sectores cinematográfico y audiovisual. | [ 18 ]               |
| Dirección General del Libro y Fomento de la Lectura (Subdirección General de Coordinación Bibliotecaria) | Ministerio de Cultura y Deporte                                               | La obtención, explotación y utilización de datos de bibliotecas. | [ 18 ]               |
| Dirección General de Deportes (Subdirección General de Alta Competición) | Ministerio de Cultura y Deporte                                               | Realizar estudios y estadísticas sobre competiciones, resultados de las mismas y evolución técnica de deportistas, equipos, clubes y federaciones, o cualquier otra que pueda resultar de interés en el ámbito deportivo, en colaboración con la Secretaría General Técnica. | [ 18 ]               |
| Comisión Española para la Lucha Antidopaje en el Deporte (Laboratorio de Control del Dopaje) | Ministerio de Cultura y Deporte                                               | La elaboración de las estadísticas de control del dopaje, tanto de muestras nacionales como internacionales, o de otras entidades de ámbito privado que pudieren encomendarle procedimientos analíticos de control del dopaje, con pleno respeto a la normativa sobre protección de datos. | [ 18 ]               |
| Dirección General de Cartera Común de Servicios del Sistema Nacional de Salud y Farmacia (Subdirección General de Cartera de Servicios del Sistema Nacional de Salud y Fondos de Compensación) | Ministerio de Sanidad                                                         | Elabora estudios e informes sobre el impacto del gasto en situación de salud y elaborar las estadísticas de gasto sanitario. | [ 19 ]               |
| Delegación del Gobierno para el Plan Nacional sobre Drogas | Ministerio de Sanidad                                                         | Realizar y coordinar en el territorio español actividades de recogida y análisis de datos y de difusión de la información, tanto de carácter estadístico como epidemiológico, sobre el consumo de drogas y las toxicomanías, así como sobre otras adicciones, definiendo, a tales efectos, indicadores y criterios, actuando como Observatorio Español de las Drogas y las Adicciones. Elaborar y dirigir la encuesta estatal sobre el uso de drogas en la enseñanza secundaria y la encuesta domiciliaria sobre alcohol y drogas en España y otras encuestas sobre drogas y adicciones, así como recoger y elaborar la información de los indicadores que componen el Sistema Estatal de información sobre Drogas y Adicciones. | [ 19 ]               |
| Secretaría General de Salud Digital, Información e Innovación del Sistema Nacional de Salud (Subdirección General de Información Sanitaria) | Ministerio de Sanidad                                                         | Elaborar y gestionar el plan estadístico sobre la salud y el sistema sanitario para fines estatales, así como los de interés general supracomunitario y los que se deriven de compromisos con organizaciones supranacionales e internacionales. | [ 19 ]               |
| Dirección General de Derechos de la Infancia y de la Adolescencia (Subdirección General de Políticas de Infancia y Adolescencia) | Ministerio de Derechos Sociales y Agenda 2030                                 | La gestión de los estudios, estadísticas y la cooperación en la formación de profesionales de servicios sociales de protección y promoción de la infancia y la adolescencia. | [ 20 ]               |
| Dirección General de Diversidad Familiar y Servicios Sociales (Subdirección General de Programas Sociales) | Ministerio de Derechos Sociales y Agenda 2030                                 | La gestión de los estudios, estadísticas y la formación de profesionales de servicios sociales de atención primaria y especializada, de protección y promoción de las familias y su diversidad, así como del Tercer Sector de Acción Social y del voluntariado. | [ 20 ]               |
| Instituto de la Juventud (División de Programas) | Ministerio de Derechos Sociales y Agenda 2030                                 | La elaboración, publicación y difusión de encuestas, estudios e informes sobre juventud. | [ 20 ]               |
| Dirección General de Políticas Palanca para el Cumplimiento de la Agenda 2030 (Subdirección General de Análisis y Estudios para la Agenda 2030) | Ministerio de Derechos Sociales y Agenda 2030                                 | Impulsa la elaboración de los sistemas de información y estadística necesarios para acreditar los avances en la consecución de los objetivos de la Agenda 2030 y hacer efectiva la rendición de cuentas, en colaboración con el INE y con otras administraciones competentes. | [ 20 ]               |
| Dirección General de Planificación de la Investigación (Subdirección General de Planificación, Seguimiento y Evaluación) | Ministerio de Ciencia e Innovación                                            | La divulgación de la investigación, el desarrollo y la innovación, impulsando el conocimiento, por parte de la ciudadanía, de las actividades, actuaciones e impacto de la política de investigación, desarrollo e innovación desarrollada por la comunidad científica en estas materias, incluyendo su divulgación estadística. El impulso, la elaboración y la difusión de estudios, encuestas, informes, indicadores y estadísticas relativos al sistema de investigación, desarrollo e innovación. | [ 21 ]               |
| Secretaría General Técnica (División de Atención al Ciudadano, Transparencia y Publicaciones) | Ministerio de Ciencia e Innovación                                            | La planificación, impulso y coordinación de las estadísticas del departamento, así como la formulación del Plan Estadístico Nacional y de los programas anuales que lo desarrollan en el ámbito del departamento, la coordinación institucional y las relaciones con el INE, con otros departamentos ministeriales, con otras administraciones públicas y con los organismos internacionales en todo lo relativo a información, cesión de datos, aprovechamiento estadístico de ficheros administrativos internos y externos y en materia estadística y el ejercicio de las funciones como servicio estadístico departamental, en particular las asociadas al secreto estadístico. | [ 21 ]               |
| Delegación del Gobierno contra la Violencia de Género (Subdirección General de Sensibilización, Prevención y Estudios de la Violencia de Género) | Ministerio de Igualdad                                                        | La realización, promoción y difusión de informes, estudios e investigaciones sobre cuestiones relacionadas con todas las formas de violencia contra la mujer. El diseño, elaboración y permanente actualización de un sistema de información sobre la base de la recogida, análisis y difusión de datos relativos a la violencia contra la mujer procedentes de las Administraciones Públicas y de otras entidades, al objeto de permitir el adecuado conocimiento de la situación, la planificación, la evaluación y el grado de efectividad de las medidas implantadas. A tal fin, la Delegación del Gobierno contra la Violencia de Género se coordinará con el Instituto Nacional de Estadística, con el Centro de Investigaciones Sociológicas y con el resto de entidades implicadas en la materia. | [ 22 ]               |
| Dirección General para la Igualdad de Trato y Diversidad Étnico Racial (Subdirección General para la Igualdad de Trato y Diversidad Étnico Racial) | Ministerio de Igualdad                                                        | La realización de informes y estudios, y el análisis y valoración de estadísticas, en las materias que afecten a la igualdad de trato, no discriminación, intolerancia y diversidad étnico racial, así como su difusión e intercambio con otros departamentos ministeriales y entes públicos y privados, de ámbito internacional, nacional, autonómico o local. | [ 22 ]               |
| Dirección General de Diversidad Sexual y Derechos LGTBI (Subdirección General de Derechos LGTBI) | Ministerio de Igualdad                                                        | La elaboración de informes y estudios, en materias que afecten al derecho a la igualdad de trato y no discriminación de las personas por su orientación sexual e identidad de género, en cualesquiera ámbitos de la vida. | [ 22 ]               |
| Instituto de las Mujeres (Subdirección General de Estudios y Cooperación y Subdirección General de Programas) | Ministerio de Igualdad                                                        | Lleva a cabo el análisis y valoración de los indicadores y estadísticas sobre la situación de las mujeres, así como el mantenimiento de una base de datos que sirva de apoyo al desarrollo de las funciones y competencias del Instituto. Asimismo, se encarga de la publicación y difusión de encuestas, estudios e informes sobre la mujer. | [ 22 ]               |
| Subsecretaría de Consumo | Ministerio de Consumo                                                         | La gestión de los servicios administrativos, su racionalización e informatización, la estadística, la información y documentación administrativa y el despacho de los asuntos no atribuidos a la competencia de otros órganos directivos del Departamento. | [ 23 ]               |
| Secretaría General Técnica (Subdirección General de Recursos, Reclamaciones y Publicaciones) | Ministerio de Consumo                                                         | La planificación, impulso, coordinación y, en su caso, elaboración de las estadísticas en el ámbito competencial del Departamento y la coordinación institucional y las relaciones en materia estadística con el INE, con otros Departamentos ministeriales, con otras Administraciones Públicas y con los organismos internacionales. Asimismo, le corresponde la promoción, elaboración y difusión de las estadísticas y estudios que se consideren de interés para el Departamento y el impulso del aprovechamiento estadístico de los registros administrativos. | [ 23 ]               |
| Dirección General de Consumo (Subdirección General de Coordinación, Calidad y Cooperación en Consumo) | Ministerio de Consumo                                                         | La promoción y realización de estudios o encuestas en relación con el consumo, así como impulsar y participar en el seguimiento de los códigos de autorregulación que se acuerden en materia de publicidad, especialmente dirigidos a menores, y que se adopten para la mejora de los bienes y servicios prestados a los consumidores y usuarios. | [ 23 ]               |
| Dirección General de Ordenación de la Seguridad Social (Subdirección General de Planificación y Análisis Económico Financiero de la Seguridad Social) | Ministerio de Inclusión, Seguridad Social y Migraciones                       | La elaboración de la memoria económica y de impacto presupuestario de cada una de las disposiciones que tengan incidencia en los recursos o los gastos del sistema de la Seguridad Social; la elaboración del Informe Económico-Financiero a los Presupuestos de la Seguridad Social. El diseño metodológico, desarrollo, mantenimiento, supervisión y explotación del sistema estadístico de la Seguridad Social y sus indicadores, así como la coordinación de toda actividad de estudio e investigación, sin perjuicio de las competencias atribuidas, en el ámbito estadístico-contable, a la Intervención General de la Seguridad Social, a las entidades gestoras y a los servicios comunes de la Seguridad Social. La recepción y análisis de la documentación relativa a las enfermedades profesionales y su explotación estadística; la administración del sistema CEPROSS (Comunicación de enfermedades profesionales de la Seguridad Social), de las bases de datos de contingencias profesionales y del sistema PANOTRATSS (Patologías no traumáticas de accidentes de trabajo del sistema de Seguridad Social). La elaboración de las bases de datos e informes estadísticos y económicos requeridos para la aplicación de coeficientes reductores de la edad de jubilación y otras medidas en el ámbito de la Seguridad Social, sin perjuicio de las competencias que ostentan las entidades gestoras y los servicios comunes de la Seguridad Social como titulares de los ficheros y bases de datos de la Seguridad Social.      | [ 24 ] [ 25 ] [ 26 ] |
| Secretaría General de Objetivos y Políticas de Inclusión y Previsión Social (Observatorio Permanente de la Inmigración, Subdirección General de Objetivos e Indicadores de Inclusión, Subdirección General de Políticas de Inclusión y Subdirección General de Planificación y Análisis Económico Financiero de la Seguridad Social) | Ministerio de Inclusión, Seguridad Social y Migraciones                       | Promoción, elaboración, difusión y distribución de investigaciones, encuestas, estudios y publicaciones. Creación y mantenimiento de una base de datos que recopile la información estadística y constituya una red de comunicación entre las Administraciones públicas afectadas. El apoyo y asesoramiento en la elaboración, análisis y, en su caso, difusión de cualquier actividad estadística a las diferentes unidades del Ministerio de Inclusión, Seguridad Social y Migraciones en el ámbito de las competencias. La coordinación de la representación del Departamento ante los organismos multilaterales y el apoyo en la elaboración de estudios e informes que la relación con estos organismos multilaterales requiera. La formulación del Plan Estadístico Nacional y de los programas anuales que lo desarrollan en el ámbito del Departamento y la elaboración de las estadísticas que tiene asignadas. La coordinación de la difusión pública de las estadísticas realizadas en el Departamento, que se realizará de forma consensuada con los distintos órganos superiores y directivos y las entidades gestoras y servicios comunes de la Seguridad Social, dependientes o adscritos al Departamento. La coordinación institucional en materia estadística con el INE, con otros departamentos ministeriales, con otras administraciones públicas y con organismos internacionales, en particular, con Eurostat respecto a las estadísticas que corresponden al Departamento exigidas por la normativa de la Unión Europea. | [ 24 ] [ 25 ] [ 26 ] |
| Secretaría General Técnica (Vicesecretaría General Técnica) | Ministerio de Inclusión, Seguridad Social y Migraciones                       | La coordinación de toda la actividad de estudio e investigación del Departamento y, en particular, coordinar la elaboración del programa de estudios y la difusión de los estudios realizados. | [ 24 ] [ 25 ] [ 26 ] |
| Instituto Nacional de la Seguridad Social (Subdirección General de Gestión Económico-Presupuestaria y Estudios Económicos) | Ministerio de Inclusión, Seguridad Social y Migraciones                       | La realización de estudios económicos en materias propias de la entidad, así como de los análisis e informes económico-financieros, estadísticos y actuariales. | [ 24 ] [ 25 ] [ 26 ] |
| Tesorería General de la Seguridad Social (Subdirección General de Presupuestos, Estudios Económicos y Estadísticas) | Ministerio de Inclusión, Seguridad Social y Migraciones                       | La realización de análisis e informes económico-financieros, estadísticos y actuariales. La administración del sistema de información de los datos registrados en las bases de datos y demás ficheros propiedad de la TGSS, a efectos estadísticos. | [ 24 ] [ 25 ] [ 26 ] |
| Secretaría General de Universidades (Subdirección General de Actividad Universitaria Investigadora) | Ministerio de Universidades                                                   | La elaboración, fomento y difusión de estudios, encuestas, informes, indicadores y estadísticas relativos al sistema universitario sin perjuicio de la coordinación de otros órganos directivos del departamento en la materia. | [ 27 ]               |
| Secretaría General Técnica | Ministerio de Universidades                                                   | La planificación, impulso y coordinación de las estadísticas del departamento, así como la formulación del Plan Estadístico Nacional y de los programas anuales que lo desarrollan en el ámbito del departamento, la coordinación institucional y las relaciones con el INE, con otros departamentos ministeriales, con otras administraciones públicas y con los organismos internacionales en todo lo relativo a información, cesión de datos, aprovechamiento estadístico de ficheros administrativos internos y externos y en materia estadística y el ejercicio de las funciones como servicio estadístico departamental, en particular las asociadas al secreto estadístico de acuerdo con lo previsto en la Ley 12/1989, de 9 de mayo, de la Función Estadística Pública. | [ 27 ]               |
| Banco de España (BdE y Dirección General de Economía y Estadística) | Banco de España                                                               | Elaborar y publicar las estadísticas relacionadas con sus funciones y asistir al BCE en la recopilación de la información estadística necesaria para el cumplimiento de las funciones del SEBC. Elaborar, analizar y difundir las estadísticas encomendadas al Banco de España. | [ 28 ]               |
| Comisión Nacional de Estadística Judicial | Consejo General del Poder Judicial                                            | Aprueba los planes estadísticos, generales y especiales, de la Administración de Justicia y establece criterios uniformes y de obligado cumplimiento para todos sobre la obtención, tratamiento informático, transmisión y explotación de los datos estadísticos del sistema judicial español. | [ 29 ]               |
| Sección Estadística Judicial | Consejo General del Poder Judicial                                            | Gestiona el Sistema de Información Estadística del CGPJ y la difusión de su información. | [ 30 ]               |

### Consejo Superior de Estadística y otros órganos
El Consejo Superior de Estadística es, desde de su creación el 22 de abril de 1932, el máximo órgano consultivo del Estado en materia estadística. Su presidencia es ejercida por el titular del Ministerio con competencias en ese ámbito, actualmente la cartera de Economía. El resto de los miembros son representantes de organizaciones sindicales y empresariales y demás grupos e instituciones sociales, económicas y académicas suficientemente representativas. En todo caso, están representados cada uno de los Departamentos ministeriales y el Instituto Nacional de Estadística. El Consejo Superior de Estadística elabora propuestas y recomendaciones previas a la redacción del Plan Estadístico Nacional y el resto de planes y programas anuales, así como cualquier otro plan estadístico de ámbito estatal. También puede recibir consultas de los servicios estadísticos de ámbito autonómico y local.
Asimismo, existe la Comisión Interministerial de Estadística, que tiene como objetivo mantener coordinada la labor estadística de la Administración General del Estado y el Comité Interterritorial de Estadística, formado por los máximos responsables de los servicios estadísticos autonómicos que tiene como objetivo coordinar y cooperar en la labor estadística de todas las administraciones. Ambas instituciones son presididas por el presidente del Instituto Nacional de Estadística.

## Órganos estadísticos de ámbito autonómico
En el ámbito autonómico, existen los siguientes organismos estadísticos:
- Instituto de Estadística y Cartografía de Andalucía
- Instituto Aragonés de Estadística
- Sociedad Asturiana de Estudios Económicos e Industriales
- Instituto Canario de Estadística
- Instituto Cántabro de Estadística
- Dirección General de Presupuestos y Estadística de la Junta de Castilla y León
- Instituto de Estadística de Castilla-La Mancha
- Instituto de Estadística de Cataluña
- Instituto Valenciano de Estadística
- Instituto de Estadística de Extremadura
- Instituto Gallego de Estadística
- Instituto de Estadística de las Islas Baleares
- Instituto de Estadística de la Comunidad de Madrid
- Centro Regional de Estadística de Murcia
- Instituto de Estadística de Navarra
- Instituto Vasco de Estadística
- Instituto de Estadística de La Rioja